# 徳島リバーシティ
徳島リバーシティ（とくしまリバーシティ）は、徳島県徳島市にかつて存在したショッピングセンター。1981年4月25日に開業し、2009年2月1日に閉店した。
運営会社はイオン系列の株式会社徳島リバーシティ。かつては現地資本との合弁の持分法適用関連会社だったが、2009年4月8日に完全子会社になった。

## 概要
ジャスコ徳島店を核に26の専門店が入居していた。
「いつでも楽しいリバーシティ」をキャッチコピーとしている。

## 閉店・建替
開業以来27年が経過したことで建物の老朽化が進んでいること、売り場面積が狭く、ライフスタイルの変化に対応した品揃えが難しくなったことを理由に、2009年2月1日に閉店した。
ジャスコの運営母体イオンは、リバーシティの運営会社徳島リバーシティを完全子会社化し、建物を建て替えた上で、新たな商業施設を造ることを決定している。 建物は2009年3月より解体開始し、同年末迄に、更地になった。
2013年5月、イオンが徳島リバーシティの跡地に大型商業施設の建設を計画していることが明らかになった。
2015年7月、イオンが徳島リバーシティの跡地にシネマコンプレックスを備えたイオンモールを建設すると発表した。
2016年1月、イオンが徳島リバーシティの跡地にイオンモールを建設する計画で、工事の着工が同年の2月に決まった。延床面積は約11万平方メートル。建物は地上6階建てで構成されるため全国でも珍しい高層階を持つモールとなる予定。2800台収容可能な立体駐車場も併設し、隣接するアミューズメント施設スエヒロボウルとモールが連絡橋で接続される。また建設予定地から近い徳島東工業高校跡地にも駐車場を設ける。
2016年2月15日、イオンが徳島リバーシティの跡地にイオンモールを建設する計画で、工事の着工が15日に決定。
そしてイオンモール徳島として2017年4月27日開業した。グランドオープンに先がけ、2017年4月24日にプレオープンされ、一般市民に開放された。

## テナント
2009年の閉店時に存在したテナント一覧。
- ジャスコ
- 愛眼
- アメリカンファミリー生命保険会社
- 宝くじ
- 徳島バス（徳バス観光サービスとして旅行代理店業務を行う）
- 日本マクドナルド
- 鈴丹
- キリン堂
- 徳島銀行（相談窓口・ATMコーナー）
- あわや（和洋菓子）
- 花子（靴下・パンストなど）
- ブラジルコーヒ（コーヒー豆販売）
- ポージー（宝石・時計）
- ハーレー（喫茶店）
- こんど（靴）
- エムニ（婦人服）
- プチわかばやし（バッグ・財布）
- 光屋（化粧品）
- ワンダーランド（ゲームコーナー）
- チャウチャウ（おもちゃ）
- シルク（美容室）
- パンドラハウス（手芸・生地）

## 競合店
- がんばりや
- マルナカ
- フジ

## 周辺施設
- 末広大橋
- 徳島県道29号徳島環状線
- 旧徳島県立徳島東工業高等学校
- 新町川
- 徳島小松島港
- 南海フェリー
- マリンピア沖洲

## 姫路リバーシティとの共通点
徳島リバーシティは、兵庫県姫路市にあるイオンモール姫路リバーシティー（旧称：姫路リバーシティ）との共通点が多い。
- 施設内にジャスコという名称が入っている。
- 施設の南西に「末広」と名の付く橋梁が架かっている。
- 施設から1kmほど離れた場所に、フェリーの発着所がある。
- 東経134度に位置している（姫路は134°40′E、徳島は134°34′E）。

※四国放送ラジオの番組「あんたがたいしょう」（2008年放送終了）で、リバーシティジャスコのタイムCMが流れていた。これは徳島リバーシティのことであるが、兵庫県南西部の沿岸部は四国放送ラジオを良好に受信できる箇所が多いため、姫路リバーシティのある姫路市南部でもCMを良好に聴取できた。

## ジャスコ徳島店

### 東四国唯一のジャスコ
一時期、東四国（徳島県・香川県）唯一のジャスコだった。
かつて東四国には高松市、東かがわ市、鳴門市、三好市などにもジャスコがあったが、いずれも閉鎖された。ただし2007年には高松市でイオン高松ショッピングセンター（現・イオンモール高松）が開業し、香川県にジャスコ店舗が開業し、東四国唯一の店舗ではなくなった。
徳島店の閉店で徳島県からジャスコが消滅し、徳島県は福井県と共にイオン系の総合スーパーが存在しない数少ない都道府県となっていたが、後身のイオンモール徳島内にイオンスタイル徳島が開業したことにより8年ぶりに復活した。

### 四国・淡路島最古のジャスコ
閉店前、現存する（当時）ジャスコとしては、四国および淡路島において最も古かった。
また和歌山県を含めた南海道においては、海南市の店舗に次いで古かったが、現在は共に閉店。
日本各地でジャスコの新設や改装がすすめられる中、徳島店についてはこれまで大掛かりな改装が行われておらず、老朽化が目立っていた。

## 関連記事
- 日本のショッピングセンター一覧